# Alcazaba y Castillo de Tudela

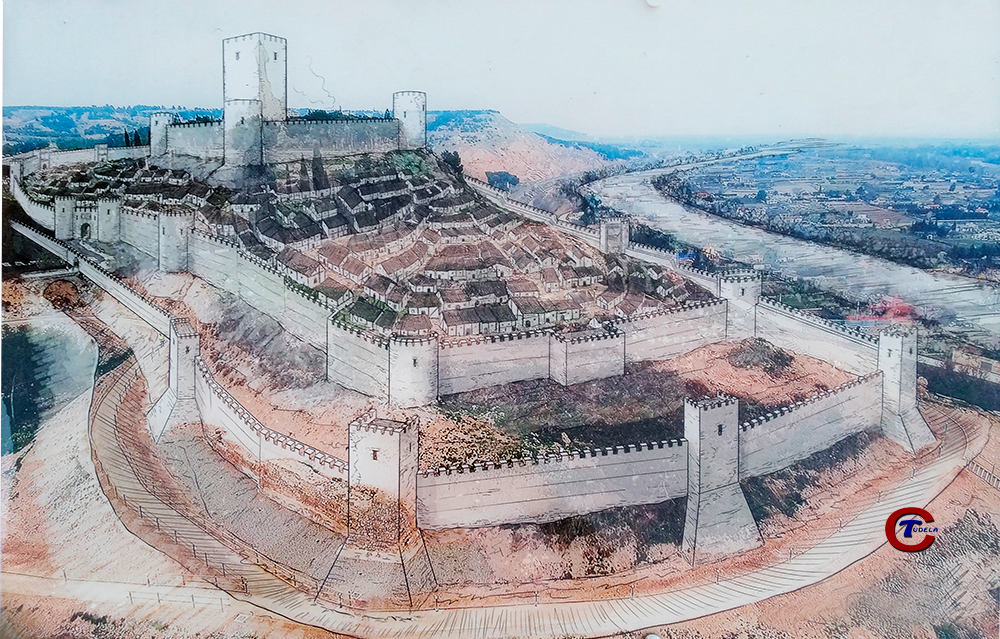
Reconstrucción gráfica de como fue el castillo de Tudela.

El castillo de Tudela (Navarra), antigua alcazaba musulmana, fue uno de los más importantes del Reino de Navarra. Desafortunadamente, hasta nuestros días solamente han llegado algunos vestigios de carácter arqueológico. Fue construido en el siglo IX, y remodelado varias veces tras la reconquista a principios del siglo XII. Estaba situado en el cerro de Santa Bárbara, donde hoy se alza el Monumento al Sagrado Corazón de Jesús, en una posición altamente estratégica, ya que dominaba el paso del Ebro que durante mucho tiempo fue frontera entre dos civilizaciones: la musulmana y la cristiana.
Durante la dominación árabe perteneció a los Banu Qasi, que hicieron de Tudela la capital de sus estados. En época de taifas, perteneció a los Tuyibíes (Taifa de Zaragoza), y más tarde a una taifa independiente (Taifa de Tudela), hasta llegar a la conquista cristiana de 1119, con Alfonso I el Batallador, pasando a formar parte de la Corona Navarro-Aragonesa. Con García V Ramírez el Restaurador, Tudela y su castillo fueron incorporados definitivamente al Reino de Navarra.

## Excavaciones arqueológicas
Restos de cerámica árabe de todo tipo, en su mayor parte vidriada, aparecidos en las faldas del cerro de Santa Bárbara, confirman el siglo IX o X como momento de construcción de La Alcazaba. Unas excavaciones realizadas en 1985 en el cerro de Santa Bárbara dejaron al descubierto estructuras islámicas de La Alcazaba que, según Juan José Bienes, pertenecían a una zona de servicios, con muros de sillarejo y tapial, varios pozos y depósitos.

## Descripción general

### Alcazaba musulmana
La Alcazaba contaba con unos cortes naturales del monte casi verticales y el río Ebro hacía de foso natural. Su extensión no debía ser excesiva, pero si lo suficiente para albergar una amplia guarnición. Estaba doblemente amurallado en todo su recinto. Una de estas murallas circundaba la parte alta del monte y otra la parte baja, ambos recintos protegidos por fosos naturales o artificiales. La muralla baja servía de recinto exterior de la ciudad en dos tercios de su perímetro, correspondiendo un cuarto del perímetro de la ciudad a la parte que daba directamente al Ebro. Este río hacía las veces de grandioso foso natural (debemos recordar que hasta el siglo XVII, el soto de La Mejana no existía). Existía una tercera muralla muy fortificada que envolvía el torreón principal, la correspondiente a la alcazaba propiamente dicha.
Además del torreón central de La Alcazaba, el más alto (cuyas ruinas se mantuvieron hasta el siglo XIX), las murallas del castillo tenía numerosos torreones de vigilancia. La muralla que daba al Ebro, entre el puente y el punto que luego ocupó la Iglesia de la Trinidad, había nueve torreones. Entre ese punto y la puerta de Calahorra (límite entre la muralla externa de la alcazaba y la de la ciudad) había otro seis torreones. El acceso principal estaba mirando a la ciudad, frente al barrio de San Miguel del Casco Antiguo de Tudela (en época cristiana, esta puerta principal era llamada Puerta de "Ferrenna").
Cuando la ciudad pasó a manos cristianas, la alcazaba musulmana se convirtió en un clásico castillo medieval, seguramente reconstruido y mejorado por Sancho VII el Fuerte.

### Castillo-palacio
Carlos III el Noble reformó el viejo castillo de Tudela, convirtiéndolo en un verdadero palacio regio, suntuoso y elegante. Ante la puerta principal, conocida como de la "Ferrenna", había una gran plaza con un hermoso edificio a un lado llamado el "Porch", donde los monarcas impartían justicia. El torreón principal central se llegó a conocer, en época cristiana, como la "Torre de Don Mejón".

## Historia y cronología de construcción
El origen del antiguo castillo tudelano es desconocido. Parece ser que antes de que Amrùs ben Yusuf llegara a la ciudad, sobre el cerro de Santa Bárbara ya existía una destacada y estratégica fortaleza. Algunos sugieren que existía en tiempos de Leovigildo (siglo VI), como fortificación defensiva en las guerras de los vascones y francos contra los visigodos. Otros van incluso más lejos, en época romana, y lo vinculan con el propio origen del nombre de la ciudad de Tudela, esto es, Tutela (diosa romana de la protección y de la defensa). La verdad es que hasta época musulmana no tenemos noticias de él, momento en el que de existir se reconvirtió en un importante alcázar: La Alcazaba (Qasaba) de Tudela, alrededor de la cual fue creciendo la Medina Al-Tutilis.
La Alcazaba fue construida en la primera década del siglo IX (803-804), cuando Amrùs ben Yusuf, general del emir de Córdoba Al-Hakam I, fortificó la ciudad fijándose, al parecer, en lo inexpugnable del lugar.
A principios del siglo XIV, el castillo debía estar en muy mal estado, pues en 1307, durante el reinado de Luis I el Hutín (Luis X de Francia), se derruyó un muro del mismo. En 1339 se estaba haciendo una pared de piedra cerca de la puerta del Castillo. En 1370 hay igualmente documentación de que se estaban realizando obras en el Castillo. El rey navarro Carlos III el Noble inició unas obras de restauración y acondicionamiento desde 1388 a 1393, haciendo nuevas alas, grandes salones y galerías con chimeneas y poniendo vidrieras, ventanas nuevas, escudos, etc. En algún momento de la guerra civil que vivió Navarra entre agramonteses y beaumonteses (siglo XV), el foso del castillo fue excavado para conseguir una mayor profundidad y aumentar la inexpugnabilidad, dejando la muralla colgada durante este breve periodo de tiempo.
El castillo de Tudela fue demolido en 1516 por orden del cardenal Cisneros, reduciendo las torres de la fortaleza y rellenando los fosos. Los fosos se llenaron de arcilla. No obstante, no se sabe hasta qué punto el verdadero culpable de la desaparición del castillo fue Cisneros, ya que consta que en 1521 todavía existía el castillo y fortalezas. Ciertamente, más que por culpa de los castellanos, la destrucción del castillo se debe a los propios tudelanos. Carlos I de España y V de Alemania, y IV de Navarra, donó en 1522 los materiales del castillo a la ciudad y, en virtud de este derecho, los tudelanos fueron sacando piedra de allí. Los fosos y las laderas del Cerro de Santa Bárbara se llenaron por los escombros abandonados por los propios tudelanos. El cerro y el castillo se convirtieron en un vertedero de restos de vajillas, decorativos de madera y cuero, etc. En 1611, utilizando los restos del deteriorado torreón central del Castillo -la torre de don Mejón-, o lo poco que quedaba de él, se construyó la también desaparecida ermita de Santa Bárbara.

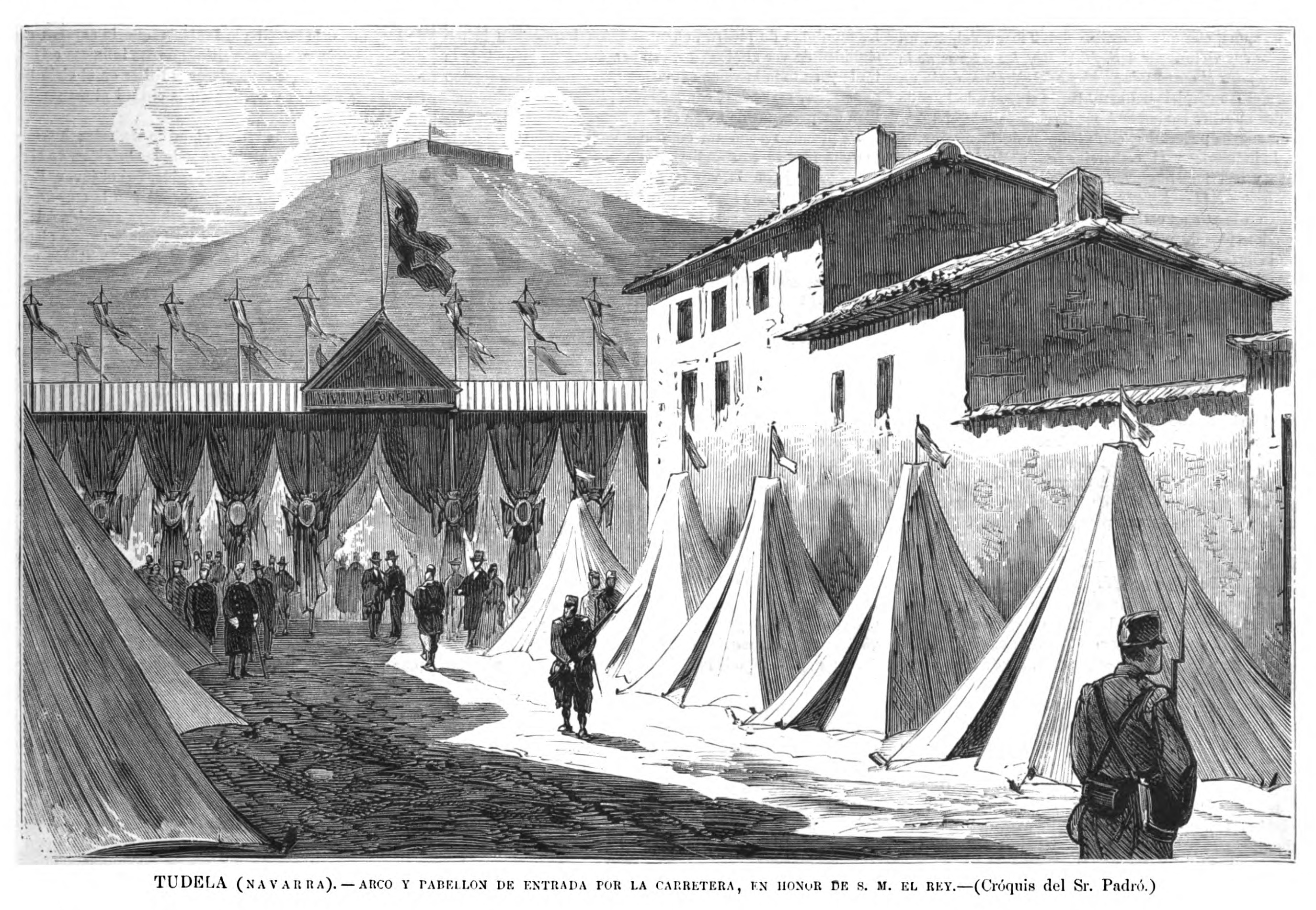
Vista de Tudela en 1875

Las ruinas del castillo subsistieron hasta el siglo XIX, e incluso fue fortificado para defensa de la ciudad durante la primera mitad del siglo XIX. Los propios tudelanos utilizaron los viejos sillares de sus ruinas para obras en la ciudad, y así la bóveda que salva el Queiles, y sobre la que está construida la Plaza Nueva, está hecha con sillares del viejo castillo. En 1942 se erigió el actual Monumento al Corazón de Jesús, pieza fundamental de la silueta de la ciudad y en cuyo entorno se ha acondicionado un parque que cuenta todavía con restos del castillo (restos de murallas, aljibes y pasadizos) y con una privilegiada vista sobre la ciudad el Ebro y La Mejana. En la actualidad, los restos del castillo están siendo estudiados por el arqueólogo Juan José Bienes.